# Ешраїда
У грецькій міфології Ешраїда (давньогрецька: Αἰσχρηίδος) була феспійською принцесою як одна з 50 дочок царя Феспія та Мегамеди, дочки Арнея (або однієї з його багатьох дружин). Вона народила Левкона герою Гераклу.

## Міфологія
Коли кіферонський лев переслідував корову Феспія, останній попросив Геракла вбити лева. Син Зевса полював на нього п'ятдесят днів і нарешті вбив звіра. Феспійський король чудово прийняв його як гостя протягом цього періоду. Геракл був п'яний і спав мимоволі з кожною з п'ятдесяти дочок царя, включаючи Ешраїда, вважаючи, що його сусідка по ліжку завжди однакова. Феспій хотів, щоб це сталося, тому що він сильно бажав, щоб усі його дочки мали дітей від Геракла. В іншій версії міфу, остання мала статеві стосунки з Ешраїдою та її братами і сестрами протягом одного тижня, сім покладених з Гераклом кожної ночі.
У деяких розповідях Геракл провів одну ніч з Ешраїдою та її сестрами, за винятком однієї, яка відмовилася мати з ним зв'язок. Герой, вважаючи, що його образили, прирік її все життя залишатися незайманою, служити йому жрицею.